# قصير الملقط
قصير الملقط (الاسم العلمي: Cololabis)، جنس من أسماك الصُوريَات يوجد في شرق وشمال المحيط الهادئ. الاسم العلمي مشتق من الكلمة اليونانية kolos، والتي تعني "قصير"، والكلمة اللاتينية labis ، والتي تعني "ملقط"، في إشارة إلى المنقار القصير لنوع صوري المحيط الهادئ (Cololabis saira)
.

## الأنواع
يوجد حاليًا نوعان معترف بهما في هذا الجنس:
- Cololabis adocetus J. E. Böhlke, 1951 (Saury)
- Cololabis saira جاي كارسون بريفورت, 1856 (صوري المحيط الهادئ)